# Duellen (TV-program)
Duellen är ett underhållningsprogram som sändes i svensk TV. Under 2017–18 sändes det av SVT i två säsonger med programledarna Micke Leijnegard och Carolina Klüft. Våren 2021 sändes det en tredje säsong av programmet, denna gång på TV3 med programledarna Margaux Dietz och Pontus Gårdinger.
I programmet ska olika personer tävla om olika saker. Det kan vara t ex någon idrott men det kan även vara annat som t ex huvudräkning eller vad som helst. Det som är speciellt är att de tävlande alltid har helt olika förutsättningar. I vissa fall genomför de tävlande precis samma moment, men har helt olika förmågor eller kunskaper. I andra fall ska de tävla efter helt olika moment. Det kan röra sig om att den ena ska springa medan den andra åker med något färdmedel och sedan ska man se vem som hinner först fram. I studion finns det då flera lag som ska gissa vem som vinner tävlingen. Svaret är ofta inte självklart och blir därför en ren gissning.
Bisittare och kommentatorer har varit Erik Ekstrand och Mackan Edlund.